# Дормілон плямистодзьобий
Дорміло́н плямистодзьобий (Muscisaxicola maculirostris) — вид горобцеподібних птахів родини тиранових (Tyrannidae). Мешкає в Андах.

## Опис

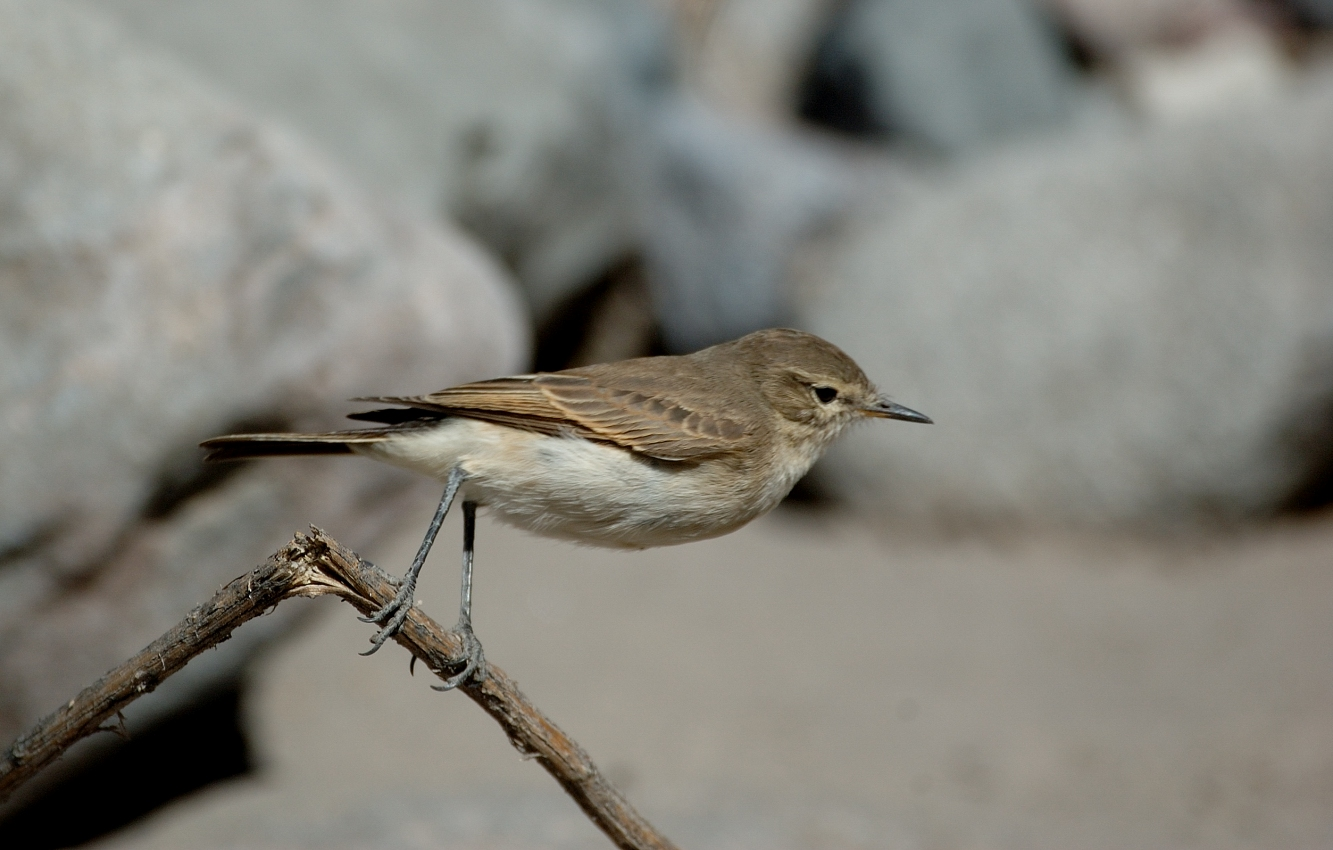
Плямистодзьобий дормілон

Довжина птаха становить 14-15 см. Верхня частина тіла сіро-коричнева, голова і надхвістя теменіші. Нижня частина тіла білувата, іноді з жовтуватим або сіруватим відтінком. Навколо очей світлі плями. Дзьоб зверху чорнуватий, знизу жовтуватий. На махових перах коричнюваті або охристі смуги. Хвіст чорний, крайні стернові пера білі.

## Підвиди
Виділяють три підвиди:
- M. m. niceforoi Zimmer, JT, 1947 — Східний хребет Колумбійських Анд (Бояка і Кундінамарка);
- M. m. rufescens Berlepsch & Stolzmann, 1896 — Еквадорські Анди (від Пічинчи до Асуая);
- M. m. maculirostris d'Orbigny & Lafresnaye, 1837 — Анди від Перу до південної Аргентини і Чилі.

## Поширення і екологія
Плямистодзьобі дормілони гніздяться в Колумбії, Еквадорі, Перу, Болівії, Аргентині і Чилі. Популяції, що мешкають в центрі і на півдні Аргентині і Чилі взимку мігрують на північ. Плямистодзьобі дормілони живуть серед скель та у високогірних чагарникових заростях. Зустрічаються на висоті від 1000 до 4000 м над рівнем моря, поодинці або парами, іноді невеликими зграйками. Живляться комахами. Під час сезону розмноження самці виконують демонстраційні польоти, швидко взлітають з розправленими крилами і хвостом, а потім різко падають донизу. Гніздяться в невисоких чагарниках на скилах гір або в заглибинах між камінням.